# Bastilla flavipurpurea
Bastilla flavipurpurea là một loài bướm đêm thuộc họ Erebidae. Nó là loài đặc hữu của Borneo.